# Semmelknödel
O Semmelknödel é uma espécie de bola confeccionada com pão, típica das gastronomias da Baviera, da Áustria, da República Checa (aqui, são conhecidas por houskové knedlíky) e do Norte de Itália (conhecidas por "canederli"). A palavra  é composta por semmel, que designa pão, nos dialectos do sul da Alemanha e Áustria, e knödel, que significa coisa redonda.
Estas bolas podem ser consideradas um acompanhamento simples de diversos pratos de carne, lentilhas ou cogumelos, sendo por vezes servidos com natas. Na Alemanha e Áustria, é comum encontrar este produto já preparado e pronto para cozinhar, como acompanhamento. Por vezes, em alguns supermercados de origem alemã, também é possível encontrar em Portugal embalagens de semmelknödel instantâneo, pronto para cozinhar.

## Preparação
Para a preparação, é utilizado pão duro dos dias anteriores, cortado em fatias finas ou em cubos (na Baviera e na Áustria existem versões já preparadas para cozinhar chamadas  Semmelbröckerl, Semmelwürfel ou Knödelbrot), ao qual se adiciona leita quente para o humedecer. Em algumas receitas, é possível utilizar pão torrado com um pouco de manteiga, sendo a massa resultante desfeita e misturada com cebola picada, salsa, ovo, sal e umas gotas de limão, ao gosto do cozinheiro. Com a mistura, formam-se bolas à mão. Adiciona-se farinha, para as tornar mais consistentes. As bolas resultantes são cozidas, sem ferver, com sal, cerca de 20 minutos. Consideram-se prontas quando sobem à superfície e começam a girar lentamente.
Existem diversas variantes, consoante o tipo de mistura, o tempo de cozedura e dos ingredientes utilizados. Os ingredientes básicos são a cebola, a salsa ou noz-moscada, mas os demais dependem do cozinheiro e da tradição local. Por exemplo, a cozinha de Viena, que é muito influenciada pela cozinha da República Checa, prepara o Semmelknödel de muitas formas e receitas diferentes. Para distinguir as variantes de ambos os locais é preciso observar a quantidade de farinha, havendo em alguns casos denominações próprias, como o Serviettenknödel, que leva levedura.

## Variantes

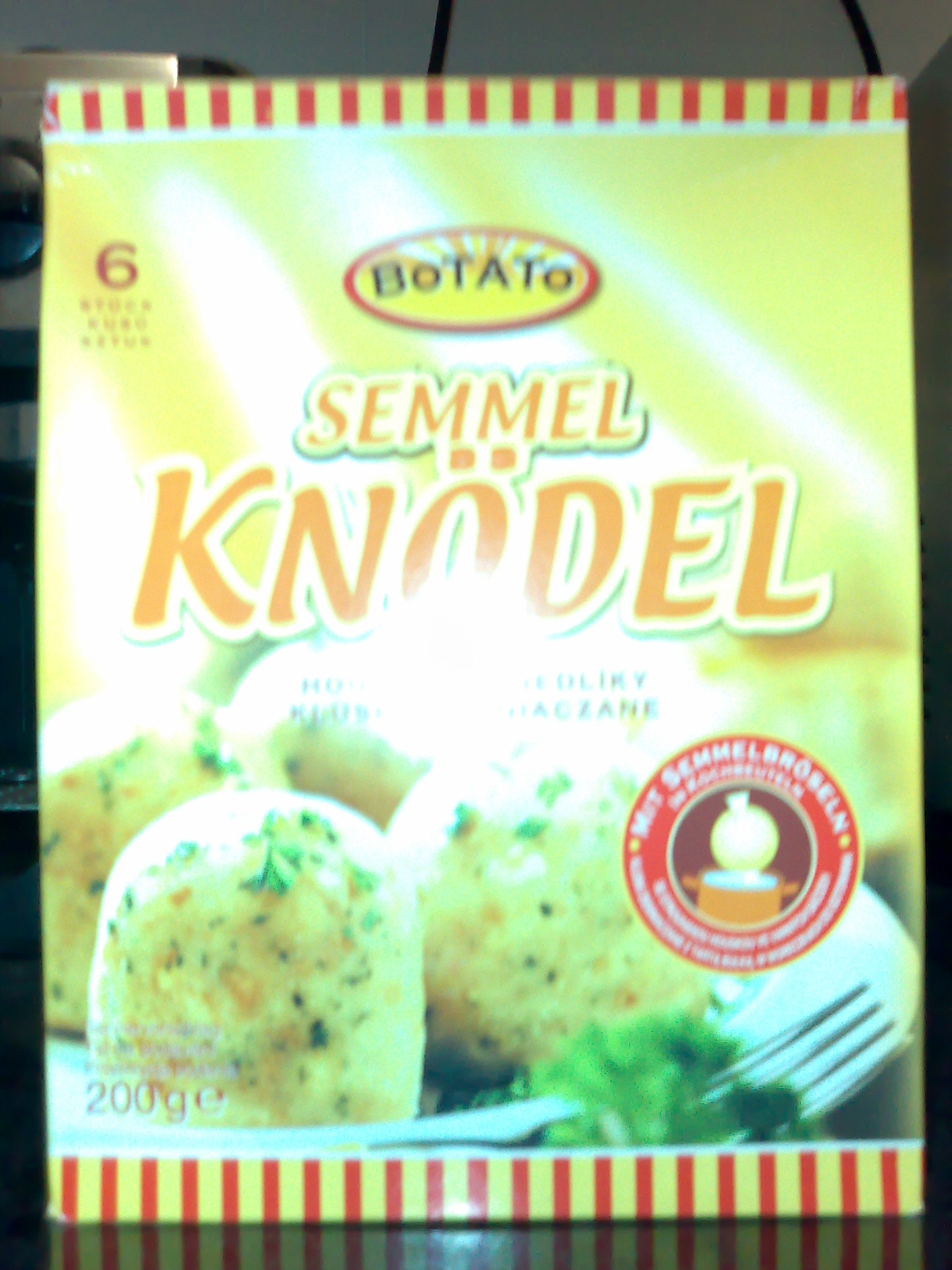
Um pacote de semmelknödel instantâneo.

Algumas variantes usam Bretzel velho para fazer um semmerknödel denominado Breznknödel. Uma variante muito conhecida no sul utiliza na massa pequenos pedaços de presunto com banha  (Grammel, nos dialectos do sul da Alemanha), sendo denominada Grammelknödel ou Tiroler Knödel. Este tipo de knödel é servido frequentemente com salada ou chucrute.
As bolas que sobrem do dia anterior podem ser cortadas em rodelas e fritas numa frigideira, sendo esta variante designada por Geröstete Knödel. Neste caso, as rodelas podem ser acompanhadas por ovo estrelado ou uma salada. Outra variação consiste em utilizar ovos mexidos. Existe também uma variante chamada Saure Semmelknödel em que as rodelas fritas são usadas para fazer uma salada, sendo misturadas com cebolas, vinagre, óleo vegetal, sal e pimenta e, por vezes, por uma salsicha.